# Sibley (Missouri)
Sibley ist ein Village im Jackson County, Missouri, USA. Keimzelle des Ortes war Fort Osage. Sibley ist Teil der Metropolregion Kansas City. Das U.S. Census Bureau hat bei der Volkszählung 2020 eine Einwohnerzahl von 314 ermittelt.

## Geschichte
Im Zuge der Lewis-und-Clark-Expedition wurde der Ort bereits 1804 als Fort Point gekennzeichnet, weil man ihn als guten Standort für ein Fort betrachtete. 1808 kam William Clark im Auftrag der Regierung der Vereinigten Staaten zurück, um dort ein Fort – einen befestigten Handelsposten (Faktorei) – zu errichten, das dann zunächst Fort Clark und wenig später Fort Osage genannt wurde. George C. Sibley (1782–1863) leitete Fort Osage von 1818 bis 1826 als Faktorist und Postmeister. Ihm zu Ehren wurde Fort Osage schließlich Fort Sibley genannt. Der heutige Ort, der sich ab 1836 auf Betreiben und auf dem Land von Archibold Gamble in der Nachbarschaft des Forts entwickelte, hat den Namen von Fort Sibley geerbt.

## Persönlichkeiten
- Zenas Leonard (1809–1857), US-amerikanischer Mountain Man und Pionier, lebte und starb in Sibley